# Roulans
Roulans település Franciaországban, Doubs megyében. Lakosainak száma 1122 fő (2022. január 1.). Roulans Saint-Hilaire, Breconchaux, Deluz, Laissey, Ougney-Douvot, Pouligney-Lusans és Vennans községekkel határos.

## Népesség
A település népessége az elmúlt években az alábbi módon változott:
| Lakosok száma | 504  | 710  | 957  | 1012 | 1128 | 1125 | 1127 | 1130 | 1127 | 1122 |
|               | 1968 | 1982 | 1990 | 2006 | 2013 | 2015 | 2017 | 2019 | 2020 | 2022 |